# Kršćanska adventistička crkva u Zagrebu
Kršćanska adventistička crkva pripada kršćanskoj protestantskoj vjeri, unutar koje se svrstava u granu adventizma. Sagrađena je 1962. godine, te se nalazi se u Rakovčevoj ulici u blizini Kvaternikovog trga. Pripada zagrebačkoj četvrti Maksimir.

## Povijest crkve
Crkva se još naziva i Adventistička crkva Zagreb 2, a utemeljena je sredinom pedestih godina 20. stoljeća iz matične crkve Zagreb 1 koja je smještena u Prilazu Gjure Deželića 77. 
Zgrada za izgradnju crkve u Rakovčevoj ulici kupljena 1962. godine. Prije crkve je to bila kuća razorena bombom za vrijeme Drugog svjetskog rata. Crkva je izgrađena doprinosom mnogih vjernika Adventističke crkve iz Zagreba koji su u njenoj izgradnji sudjelovali donacijama i osobnim radom na gradilištu. Gradnja je brzo napredovala, te je crkva otvorena i posvećena u prosincu 1962. godine.
Godine 1993. izvršena još rekonstrukcija zgrade crkve.

## Galerija
- Bočno pročelje
- Prednje pročelje
- Ulaz u crkvu
- Prostor ispred crkve
- Tabla na crkvi